# Xaw

Xt y bibliotecas relacionadas.

Xaw (acrónimo del inglés: X Window System Athena widget set) es un conjunto de widgets para implementar interfaces de usuario simples basadas en X Toolkit Intrinsics. Se distribuye junto al X Window System.